# Owe Jonsson
Owe Jonsson (ur. 23 listopada 1940 w Växjö, zm. 29 września 1962 między Växjö a Alvesta) – szwedzki lekkoatleta sprinter, mistrz Europy.
Na mistrzostwach Europy w 1962 w Belgradzie Jonsson zwyciężył w biegu na 200 m przed Marianem Foikiem. Startował również na tych mistrzostwach w biegu na 100 m i w sztafecie 4 x 100 m, ale odpadł w przedbiegach.
Poprawiał rekord Szwecji na 200 m od 21,1 s w 1961 do 20,7 s w finałowym biegu na ME w Belgradzie.
Jonsson był mistrzem Szwecji na 100 m w 1961 i 1962 oraz na  200 w latach 1960-1962.
13 dni po zdobyciu złotego medalu na ME w 1962 zginął w wypadku samochodowym.

## Rekordy życiowe
| Konkurencja   | Data i miejsce            | Wynik  |
| ------------- | ------------------------- | ------ |
| bieg na 100 m |                           | 10,4 s |
| bieg na 200 m | 16 września 1962, Belgrad | 20,7 s |
| bieg na 400 m |                           | 47,8 s |